# Chionosia trinitatis
Chionosia trinitatis är en fjärilsart som beskrevs av Max Wilhelm Karl Draudt 1918. Chionosia trinitatis ingår i släktet Chionosia och familjen björnspinnare. Inga underarter finns listade i Catalogue of Life.